# 萘丁美酮
萘丁美酮是一种有机化合物，分子式C15H16O2，属于非甾体抗炎药（NSAID），1991年由Beecham开发。